# Marlon Ventura Rodrigues
Marlon Ventura Rodrigues, mais conhecido com Marlon (Rio de Janeiro, 21 de novembro de 1986) é um futebolista brasileiro que atua como zagueiro. Atualmente atua pelo Belo Jardim .

## Carreira
Marlon foi formado nas divisões de base do Flamengo e, como júnior, ganhou muitos títulos, inclusive pela Seleção Brasileira sub-17. 
Estreou, profissionalmente, durante o Campeonato Carioca de 2006, em uma partida, na qual o Flamengo foi derrotado pelo Nova Iguaçu. 
Em 2007, Marlon realizou a maioria de suas partidas, durante a Taça Rio, quando o Flamengo poupou seus titulares para a disputa da Libertadores da América.
Emprestado ao Ipatinga, no início de 2008, acabou de volta à Gávea, rapidamente, após ter seu contrato rescindido com o clube mineiro.
Emprestado ao Thrasivoulos, em julho de 2008, ficou por um ano na Grécia. voltou em 2009, e foi reintegrado ao elenco pelo treinador Cuca, mas o jogador esteve em campo em apenas uma partida.
Em 2010, foi emprestado ao Duque de Caxias que renovou seu empréstimo por mais um ano. Em maio de 2011 acertou sua ida para o Náutico. Em Dezembro de 2011 renovou seu contrato com o Náutico por mais 1 ano.
.
Em dezembro de 2012, seu contrato não foi renovado e ele deixou o Náutico, e acertou para 2013, com o Ceará.
Foi dispensado do Ceará dia 22 de abril de 2013, após algumas lesões e apenas 4 partidas (oficias).
Em fevereiro de 2014, acertou com o ABC. Acabou sofrendo uma lesão no joelho numa vitória por 1 a 0 diante do América Mineiro, que acabou lhe deixando fora dos gramados por 10 meses. Em setembro de 2015 assinou um novo contrato com o ABC após passar um longo tempo se recuperando da lesão sofrida.

## Títulos
Flamengo Sub-15
- Campeonato Carioca Infantil: 2001

Flamengo Sub-20
- Campeonato Carioca Juniores: 2005
- Torneio Rio-São Paulo de Juniores: 2005
- Campeonato Carioca Juniores: 2006
- Torneio Otávio Pinto Guimarães: 2006

Flamengo
- Copa do Brasil: 2006
- Taça Guanabara: 2007
- Campeonato Carioca: 2007
- Troféu João Saldanha: 2009
- Campeonato Brasileiro: 2009

Seleção Brasileira
- Campeonato Mundial Sub-17: 2003